# فیدانگ
فیدانگ (به لاتین: Feidong County) یک شهرستان در جمهوری خلق چین است که در هفئی واقع شده‌است.

## خصوصیات
فیدانگ ۲٬۲۱۵٫۵۳ کیلومترمربع مساحت و ۸۶۱٬۹۶۰ نفر جمعیت دارد.